# Estádio Christian Benítez Betancourt
O Estádio Christian Benítez é um estádio multiuso localizado em Guayaquil, no cantão de mesmo nome, na província de Guayas, Equador. A praça esportiva, usada principalmente para o futebol, foi inaugurada em 20 de fevereiro de 2014 e tem capacidade para cerca de 10 150 espectadores.

## História

### Construção
O estádio de futebol está localizado na maior área verde de Guayaquil e da América do Sul: o Parque Samanes. Foi construído em apenas três meses graças à gestão interinstitucional entre o Ministério do Desenvolvimento Urbano e Habitação (MIDUVI) e a Empresa Pública de Parques Urbanos e Espaços Públicos (EPPUEP), que mobilizou 1.000 trabalhadores para a construção deste novo espaço. A arena esportiva foi entregue com capacidade para 8 mil torcedores.

### Inauguração
O estádio foi inaugurado em 20 de fevereiro de 2014 com uma partida amistosa entre ex-jogadores de destaque do Barcelona e do Emelec.  O primeiro gol do jogo e do estádio foi marcado por Ermen Benítez, pai de Christian Benítez, para o Barcelona. O Emelec empatou com um gol de Juan Triviño e venceu a partida na disputa por pênaltis com um 2–1 que teve como destaque o goleiro Jacinto Espinoza.

### Origem do nome
O nome do estádio é uma homenagem à Cristian "Chucho" Benítez, ex-jogador da Seleção Equatoriana de Futebol. Benítez foi campeão com o América do México e logo foi transferido ao time de El Jaish do Catar, falecendo em 29 de julho de 2013, enlutando o país inteiro e o mundo esportivo.

### Remodelação
A remoção da grama sintética do estádio começou em 26 de dezembro de 2017 e a semeadura da nova grama no final de fevereiro de 2018. O Guayaquil City venceu o El Nacional por 2–1 na partida de inauguração da grama natural do estádio Christian Benítez, realizada em 9 de junho de 2018.